# ドラム缶

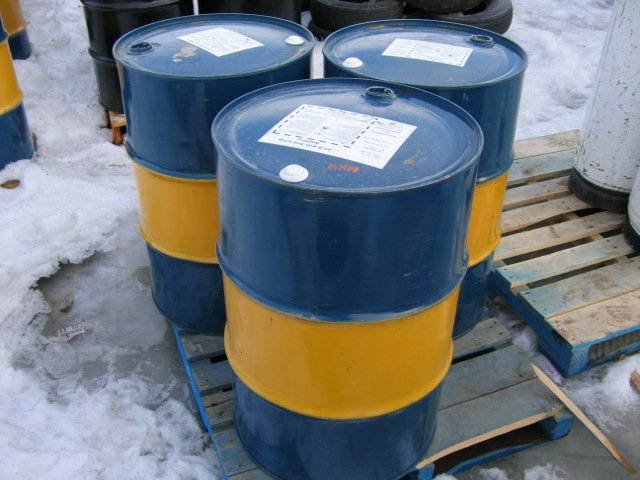
ドラム缶

ドラム缶（ドラムかん、英語：(steel) drum）は、鋼板、ステンレス、亜鉛鉄板などの金属を主材料とする円筒形容器。金属を主材料とする18リットル以上、400リットル未満の円筒形容器の総称である（標準的な規格（標準ドラム）の容量は200リットル）。化学製品、石油製品、塗料、食料品等の運搬・貯蔵などに用いられる。

## 構造
ドラム缶は胴体部、上蓋、下蓋の3つの部分で構成される（上蓋と下蓋を合わせて天地板という）。胴体と天地板の巻締部をチャイムという。また、胴体部分についているフープ状の出っ張りを輪帯（りんたい、別名はビード、紐）といい、側面からの衝撃に対して補強するとともに変形を防ぐ役割がある。
規格上は注入口と換気口のついた液体向けのタイトヘッドドラム（通称クローズド缶）と天蓋（上蓋）を取り外せるオープンヘッドドラム（通称オープン缶）に大別される。
一般ドラム（クローズド缶で内面塗装の無い鋼製ドラム缶）のほか、内面塗装ドラム、亜鉛メッキドラム、ステンレスドラムなどがある。また、ドラム缶に直接内容物を収納せず、ポリエチレンなどの合成樹脂で作った内容器を外装容器としてのドラム缶に挿入して収納したものを複合容器（ケミドラム）という。

### タイトヘッドドラム

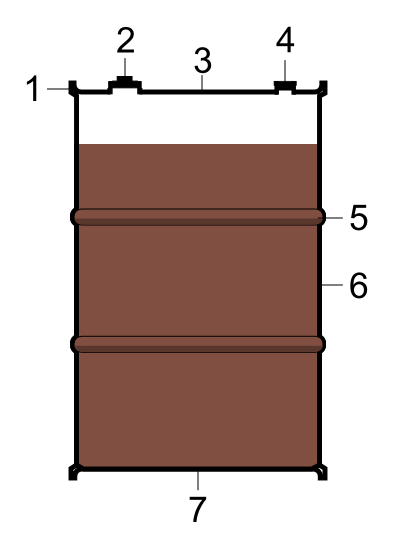
ドラム缶（タイトヘッドドラム）
1.チャイム（縁） 2.注入口（大栓） 3.天板 4.換気口（小栓） 5.輪帯 6.胴板 7.地板

タイトヘッドドラムはドラム缶の天板および地板が胴体に固定されており、天板に注入口および換気口として口金があるものをいう。口金は大きいほうが注入口、小さいほうが換気口である。

### オープンヘッドドラム
オープンヘッドドラムはドラム缶の天ぶたが取外し可能なもので、巻締部（チャイム）は地板のみとなる。一般的に粉体、固体用に使用される。オープンヘッドドラムの天蓋を胴体に固定する部品をバンドといい、ボルト式とレバー式がある。

## 容量

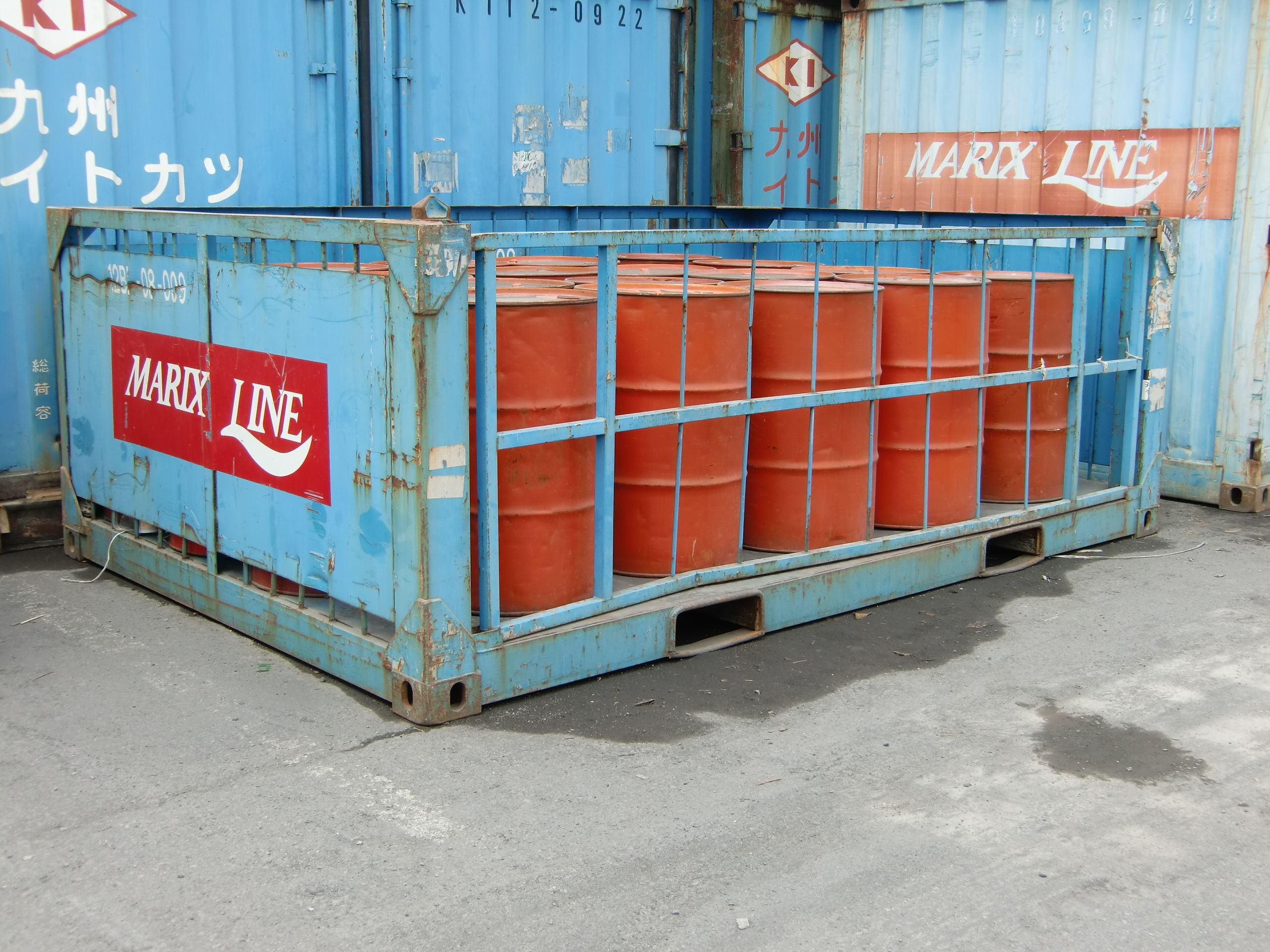
九州の離島地域と、本土を結ぶ内航用コンテナに燃料輸送用、200ℓ入りドラム缶を積載している事例。
鹿児島県／鹿児島新港にて、2011年5月7日撮影。

標準的な規格（標準ドラム）の容量200リットルを基準に、18リットル以上200リットル未満の缶を中小型缶という。このほか取っ手付きのペール缶（18リットルと20リットル）がある。

## 歴史
1900年にヨーロッパで金属製の樽が登場し、1902年に米国のスタンダード・オイルがこれを大量生産して使用を始めた。当時は中身が漏れることが多かった。
翌1905年には、同じ米国ニューヨーク州ブルックリンのアイアンクラッド・マニュファクチャリング・カンパニーの監督官であったウェアハーン(Henry Wehrhahn)が、「金属製の砲身の頭部を容易に取り外して固定する手段」を備えた金属製の砲身を含む特許(第790,861号)を取得した。発明者は、アイアンクラッド・マニュファクチャリングの創設者であるエリザベス・コクラン・シーマン（ロバート・シーマンの未亡人）、別名ネリー・ブライに特許を譲渡した。
1905年のクリスマスの翌日、ウェアハーンは改良された金属バーの別の特許を取得し、それを会社の新しい若い社長に割り当てた。デザインにはフランジ付きの金属バレルが含まれ、おなじみの包囲フープにより、バレルのガイド付きローリングが可能になり、制御が向上した。現在とほぼ同じ金属容器が発明され、中身の漏れは改善された。これは、胴体部の真っ直ぐな55ガロン（約204リットル）入りのドラム缶であり、これが改良を重ねられて、現在のドラム缶になっている。
日本での最初のドラム缶の製造は、1927年に小倉石油東京製油所と秋田県永井製油所で、アスファルト向けであった。この当時は、日本製の一斗缶以外では、海外からの輸入油の容器としてのドラム缶が、他の用途にも再使用されてはいたが、日本でのドラム缶製造は、これが最初であった。
1929年には、日本石油が米国から製缶機を輸入して、翌年からは山口県下松製油所で大量生産したドラム缶の自社使用を始めた。これが、200リットル入りドラム缶の日本での最初の量産であった。
現代の日本では、ICタグをつけてインターネット・オブ・シングス（IoT）による追跡・管理をしやすくしたドラム缶も開発されている。

## 製造とリサイクル

### 新缶の製造
胴体製造ラインでは、金属板をロール成形などで曲げて端部を抵抗溶接で円筒形に接合する。その後、胴体の両端にはフランジ加工、中間部には輪帯を作るためのビード加工を行う。
天地板（上蓋、下蓋）製造ラインでは、外形抜きした円板を円周に沿ってエンボス加工を行う。天板用円板に充填口を設ける場合は穴抜き加工を行い、口金をかしめ接合する。
その後、後処理として胴体と天地板に脱脂後化成処理（一部のドラム缶ではさらに内面塗装）を施す。
胴体と天地板を巻締ロールによりかしめ、外面塗装や気密テストを行う。

### 認証
海上輸送、航空輸送などで危険物を収納して運搬する場合は、国連の危険物輸送専門家委員会による危険物の輸送に関する勧告によって輸送方法や梱包方法が定められており、ドラム缶の場合はUN認証を受け、その旨の表示（UNマーク）がされたドラム缶であることと、内容物に応じた標札の掲示が求められる。固形物と液体を収納する場合では規格が異なるので、使い分けることも必要となる。実際に輸送する際には容器証明書を製造者から取り寄せる必要がある。

### 更生缶
一度使用されたドラム缶は更生缶メーカーに回収され、残渣処理、内部洗浄、再塗装などが行われ、4回から5回程度再利用される。
使用されたドラム缶はこうして何度も再使用され3年程度の寿命を持つ。洗浄と再塗装費に1キロリットル当り3,000-4,000円程度かかるので、タンクローリーによる配送方法に比べれば、コスト負担は大きい。
ドラム缶は数回再利用された後、スクラップとして製鉄所に運ばれる。リサイクル率は97%程度である。

## 二次利用
使用後の缶は解体してリサイクルするほか、

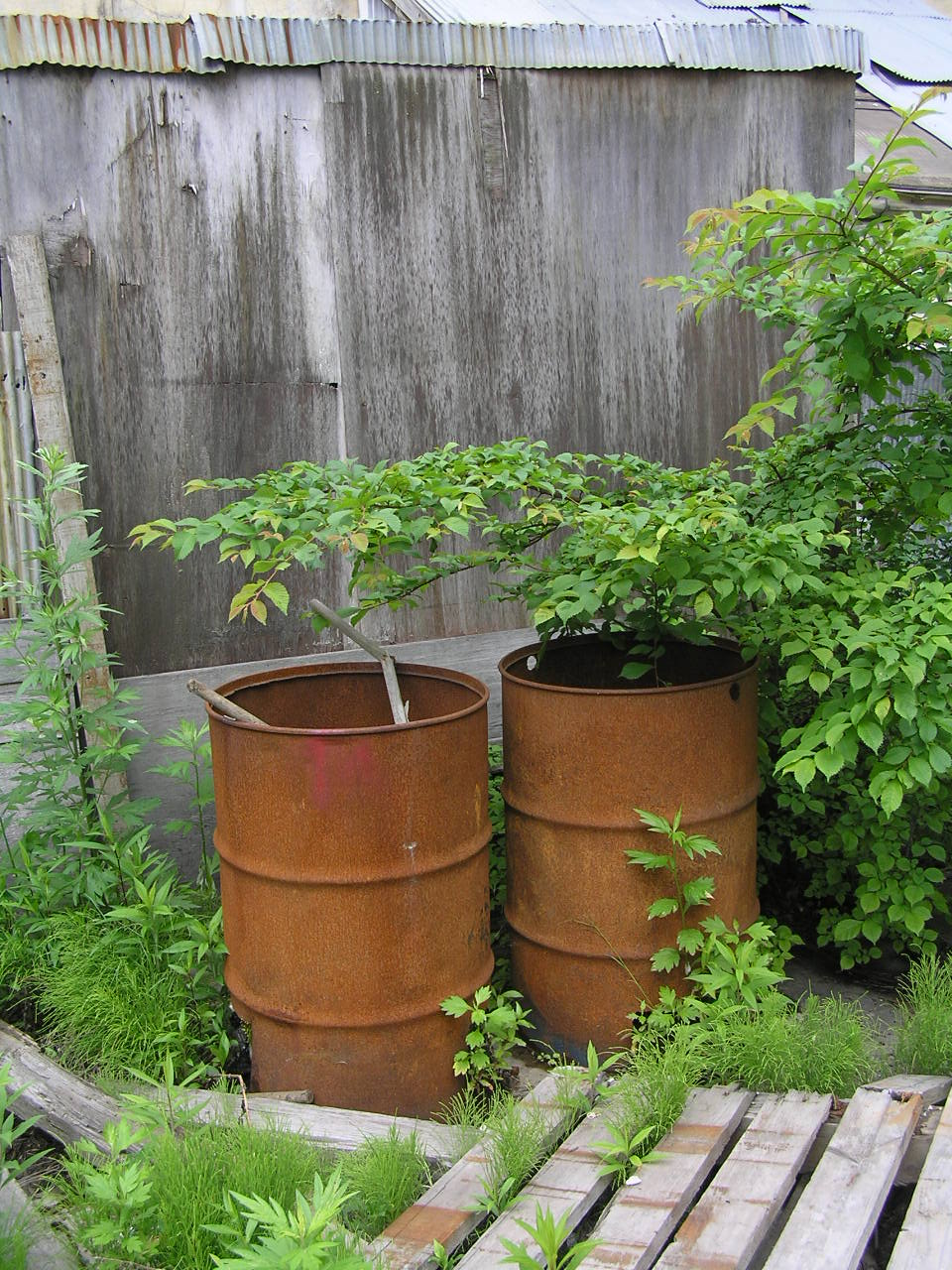
しばしばゴミ箱や廃物入れに使用される

半分に切って固形物の容器にする、産業廃棄物等を詰めて保管したりゴミ箱にしたりする、五右衛門風呂を模して浴槽にする（ドラム缶風呂）、運動会で応援団が太鼓として用いる、燻製作りの窯やバーベキューの炉、簡易焼却炉にするなど、二次的な利用が幅広く行われる。日本では家具に加工して販売する店もある。海外では、胴板を平らに伸ばしてトタン板代わりにして建築に使う例もある。
トリニダード・トバゴ発祥の打楽器・スティールパン（スティールドラム）は、1930年代に廃ドラム缶の底面を太鼓に見立てて使用したのが始まりとされ、底面に大小のくぼみをつけて、音階が出るように加工されている。現在は必ずしもドラム缶から作られるとは限らない。米ヘビーメタルバンドのスリップノットはドラム缶をパーカッションとして用いることがあり、金属バットで叩くことで楽曲の一部としている。
シリアやヨルダンの遊牧民であるベドウィンは、ドラム缶を土中に埋めて伝統的な羊肉の蒸し焼き料理であるザルブを作る。

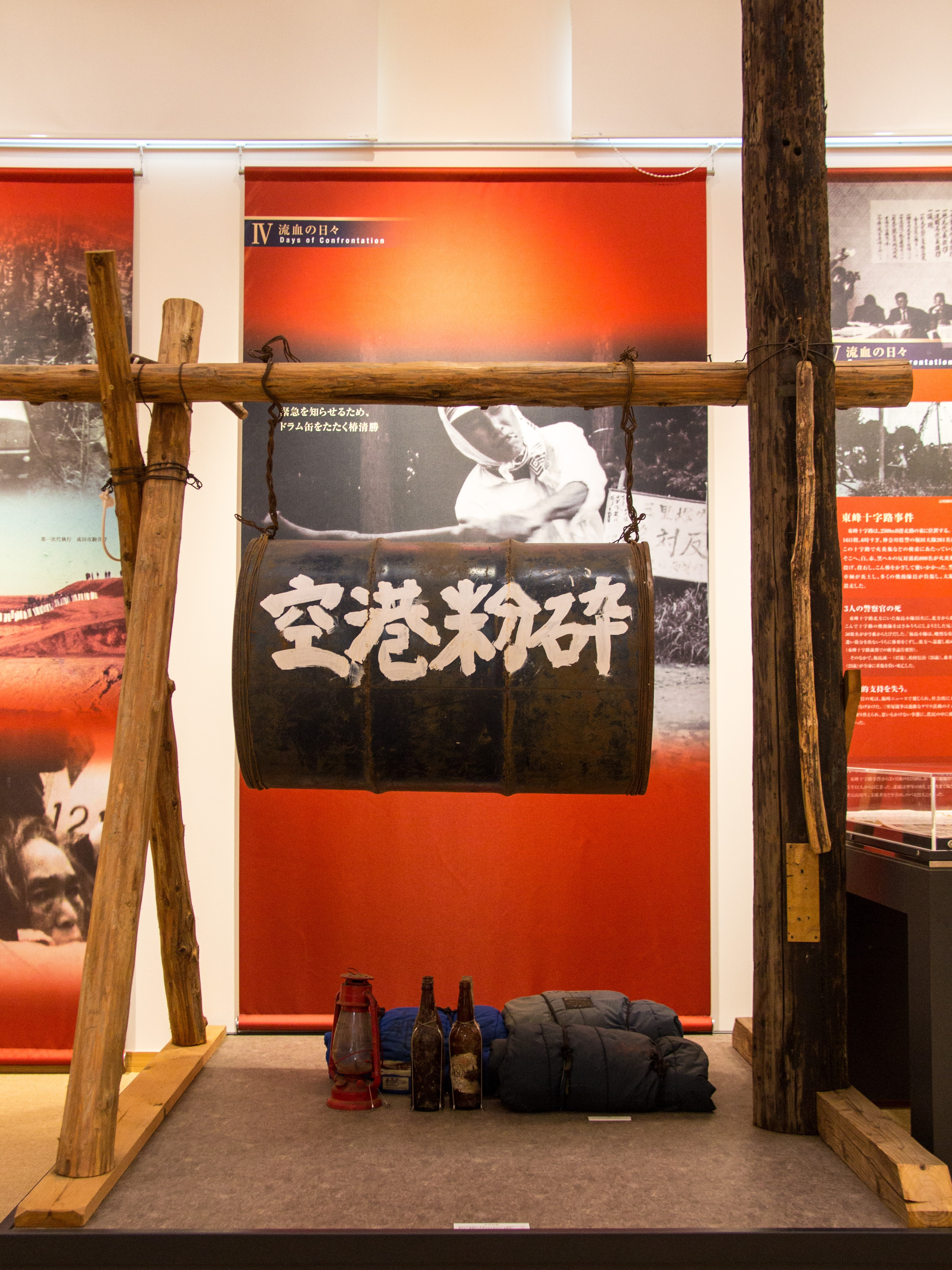
新東京国際空港の反対運動（三里塚闘争）時に用いられた連絡用のドラム缶（成田空港 空と大地の歴史館）

叩くと大きな音が出ることから、変わった所では三里塚闘争（成田空港問題）の反対運動ではドラム缶を叩くことで連絡用に使用した。
2016年にガンビアで行われた大統領選挙では、ビー玉（投票用紙に代わるもの）をドラム缶（投票箱に代わるもの）に入れる手法で投票が行われた。
立ち飲み等の低価格の居酒屋の一部では、雰囲気を出すためや食卓購入費を浮かすために、ドラム缶を食卓代わりに使う店がある。

## 鋼製ドラム以外の種類
プラスチックドラム
プラスチック製のドラム缶である。
防水性のものは、危険物の類別及び危険等級の第1類から5類まで運搬容器として適応可能である。
ファイバードラム
省スペースで分別リサイクルが容易な紙製のドラム缶である。粉体状の化学品や医薬品の輸出に利用される。防水性を高めた物、金属との反応を避ける為に金属の使用を控えた物などがある。
防水性のものは、危険物の類別及び危険等級の第1類から5類まで運搬容器として適応可能である。